# Cieszenie
Cieszenie (kaszub. Ceszenié) – wieś kaszubska w Polsce, położona w województwie pomorskim, w powiecie kartuskim, w gminie Chmielno, na Pojezierzu Kaszubskim, na obszarze Kaszubskiego Parku Krajobrazowego, przy drodze wojewódzkiej nr 211. Cieszenie leży na trasie linii kolejowej Kartuzy-Sierakowice-Lębork (obecnie zawieszonej). Na północ od Cieszenia zaczyna się kompleks Lasów Mirachowskich z rezerwatami przyrody Leśne Oczko i Staniszewskie Zdroje. Wieś jest siedzibą sołectwa, w skład którego wchodzą również Cegliska.
W latach 1975–1998 miejscowość administracyjnie należała do województwa gdańskiego.

## Integralne części wsi
| SIMC    | Nazwa    | Rodzaj    |
| ------- | -------- | --------- |
| 0159982 | Cegliska | część wsi |

## Historia
Prefiks w nazwie Cieszenia wskazuje na pochodzenie nazwy od imienia własnego Ciesz. Do 1873 roku obowiązującą nazwą pruskiej administracji dla Cieszenia było Czeszenie, kiedy to zostało zniemczone na Zeschin. Od końca I wojny światowej Cieszenie znajdowało się ponownie w granicach Polski (powiat kartuski). Podczas okupacji niemieckiej nazwa Zeschin w 1942 roku została przez nazistowskich propagandystów niemieckich (w ramach szerokiej akcji odkaszubiania i odpolszczania nazw niemieckiego lebensraumu) zweryfikowana jako zbyt kaszubska i przemianowana na bardziej niemiecką – Zeschen. 
Z Cieszenia pochodził nauczyciel Józef Skorowski (1902-1940).